# Catonephele salambria
Catonephele salambria är en fjärilsart som beskrevs av Felder 1861. Catonephele salambria ingår i släktet Catonephele och familjen praktfjärilar. Inga underarter finns listade i Catalogue of Life.